# Katariina Lillqvist
Katariina Lillqvist (geboren 1963 in Tampere) ist eine finnische Regisseurin und Drehbuchautorin. Sie wurde mit Puppenanimationsfilmen bekannt.

## Leben und Werk
Katariina Lillqvist studierte Filmwissenschaft. Ihre praktische Tätigkeit in der Filmindustrie begann sie mit dem Schneiden von Dokumentarfilmen für das Fernsehen. 1989 zog sie nach Prag. Dort begann sie für die von Jiří Trnka gegründeten Filmstudios zu arbeiten, wo sie umfassende Kenntnisse im Bereich Puppenanimation erwarb. 1991 drehte sie ihren ersten eigenen Film mit dem Titel Marie. Für ihre frühen eigenen Filme sind die Werke Franz Kafkas eine wichtige Inspirationsquelle. 1996 gewann ihr Film Ein Landarzt einen Silbernen Bären der Berliner Filmfestspiele. Zwischen 2001 und 2003 schuf sie für das tschechische Fernsehen eine Animationsserie auf der Grundlage von alten Volksmärchen der Roma. In der Folge drehte sie weitere Filme, die sich mit dem Leben von Roma in Europa auseinandersetzten, darunter der Dokumentarfilm Dies war nicht mein Land, der sich mit der Kultur und Geschichte der finnischen Roma befasst. 2017 wurde ihr Film Radio Dolores  auf dem Festival d’Animation Annecy mit dem Preis für die beste Originalmusik in einem Kurzfilm ausgezeichnet. 2019 erhielt sie auf dem Animac Festival in Lleida einen Preis für ihr Lebenswerk. In diesem Zusammenhang widmete das Festival ihr auch eine Retrospektive.
Seit den 1980er Jahren ist Katariina Lillqvist auch in der Bürgerrechtsbewegung für die Rechte der Roma aktiv. Sie arbeitet mit dem Museum für die Kultur der Roma in Brno zusammen, ebenso mit der Romedia Foundation in Ungarn und dem RomArchive in Berlin.

## Filmografie (Auswahl)

### Kurzfilm
- 1991 Marie – mekaanisia muunnelmia leskelle, kaktukselle ja kuningattarelle. Regie und Drehbuch
- 1992 Hiilisangolla ratsastaja. Regie und Drehbuch
- 1993 Marie II – anatominen menuetti. Regie und Drehbuch
- 1994 Kamarihaikara. Regie und Drehbuch
- 1995 Tyttö ja sotamies. Regie und Drehbuch
- 1995 Ein Landarzt (Maalaislääkäri). Regie und Drehbuch
- 1999 Ksenia Pietarilainen. Regie und Drehbuch
- 2008 Uralin perhonen. Regie und Drehbuch (mit Hannu Salama)
- 2011 Faruza. Regie und Drehbuch
- 2015 Babybox. Regie und Drehbuch
- 2017 Radio Dolores. Regie und Drehbuch
- 2021 Viimeinen matadori. Regie und Drehbuch

### Dokumentarfilm
- 2008 Eihän tämä maa minun omani ollut (dt. Dies war nicht mein Land). Regie und Drehbuch

### Fernsehserie
- 2001–2003 Mire Bala Kale Hin – tarinoita matkan takaa. Regie und Drehbuch